# Дернбах (Вестервальд)
Дернбах (нім. Dernbach) — громада в Німеччині, розташована в землі Рейнланд-Пфальц. Входить до складу району Вестервальд. Складова частина об'єднання громад Віргес.
Площа — 8,73 км2. Населення становить 2470 ос. (станом на 31 грудня 2020).